# 응우옌반바오
응우옌반바오(베트남어: Nguyễn Văn Bảo / 阮文寶 완문보, ? ~ 1798년), 또는 응우옌바오(베트남어: Nguyễn Bảo / 阮寶 완보)는 베트남 떠이선 왕조의 종실로, 응우옌냑의 아들이다.

## 생애
떠이선 왕조는 원래 응우옌냑이 세웠지만, 그의 동생 응우옌후에가 응우옌 주, 찐 주, 후 레 왕조를 차례로 멸하고 따로 푸쑤언(富春)에서 조정을 세운 뒤 청나라의 책봉을 받았다. 응우옌냑이 죽자 응우옌후에의 아들이자 당시 푸쑤언 조정의 황제인 응우옌꽝또안이 꾸이년 조정이 통치하는 지역을 몰수하고 응우옌반바오를 효공(베트남어: Hiếu Công / 孝公)으로 봉하였다. 식읍은 푸리현(符离縣)으로 하고, 소조(小朝)라고 호칭하였다. 응우옌반바오는 이에 불복하여 모친과 함께 몰래 자딘(嘉定)의 응우옌 주 응우옌푹아인과 연계를 맺었다. 그러나 이것이 폭로되었고, 응우옌반바오는 응우옌꽝또안에게 살해당했다.